# فیض‌آباد (داورزن)
جمعیت کنونی ان ۷۰خانوار میباشد
فیض‌آباد، روستایی است از توابع بخش باشتین و در شهرستان داورزن استان خراسان رضوی ایران.

## جمعیت
این روستا در دهستان باشتین قرار داشته و بر اساس سرشماری سال ۱۳۸۵ جمعیت آن ۴۳۲ نفر (۱۳۹ خانوار)
بوده است.